# Liga des Glaubens und der Hoffnung
Die Liga des Glaubens und der Hoffnung (chinesisch 信心希望聯盟, Pinyin Xìnxīn xīwàng liánméng, englisch Faith And Hope League, FHL) war eine christdemokratische Partei in der Republik China (Taiwan), die zwischen 2015 und 2020 existierte.

## Geschichte
Die Partei wurde am 6. September 2015 von Joanna Lei (雷倩), einer ehemaligen Abgeordneten der KMT bzw. Xindang, zusammen mit einigen christlichen Pastoren gegründet. Unmittelbarer Gründungsanlass war die geplante Legalisierung der gleichgeschlechtlichen Ehe in Taiwan. Die Partei sprach sich entschieden dagegen aus, propagierte stattdessen traditionelle Familienwerte und erklärte, eine „christliche politische Plattform“ bieten zu wollen. Zur Frage der Legalisierung der gleichgeschlechtlichen Ehe forderte sie ein Referendum.
Bei der Wahl zum Legislativ-Yuan am 16. Januar 2016 erzielte die FHL 206.629 Stimmen (1,69 %) und landete damit weit unter der Fünf-Prozent-Hürde, die für den Einzug in den Legislativ-Yuan überwunden werden muss. Keiner ihrer Kandidaten konnte einen Parlamentssitz erringen. Den höchsten Stimmenanteil mit 10,33 % erzielte die Partei in Yanping im Landkreis Taitung, einer Gemeinde mit hohem Anteil an indigener christlicher Bevölkerung. Auch in den Stadtbezirken Xindian und Banqiao von Neu-Taipeh erzielte die Partei überdurchschnittlich gute Ergebnisse.
Beim Referendum in Taiwan 2018, bei dem unter anderem auch über die gleichgeschlechtliche Ehe abgestimmt wurde, war die Liga Teil der Großen Allianz taiwanischer religiöser Vereinigungen für den Schutz der Familie (台灣宗教團體愛護家庭大聯盟) oder kurz Familienallianz, die gegen die Einführung der gleichgeschlechtlichen Ehe agitierte. Letztlich lehnten die taiwanischen Wähler die Einführung der gleichgeschlechtlichen Ehe mit deutlicher Mehrheit ab.
Am 29. April 2020 entzog das taiwanische Innenministerium der Partei zusammen mit 170 weiteren Kleinstparteien aus formellen Gründen (Nichteinhaltung der Bestimmungen des Parteiengesetzes) die Registrierung, womit sie de facto aufgelöst war.